# 河野通直 (伊予守)
河野通直（1564年—1587年8月17日），日本戰國時代至安土桃山時代於伊予國的武將、戰國大名。河野氏最後一代當主。父親是河野通吉（有異說）。

## 生平
在永祿7年（1564年）出生。因為河野通宣（伊予守、左京大夫）沒有嗣子，於是被通宣迎為養嗣子。永祿11年（1568年），繼承家督。不過因為年幼，於是在成人以前，由實父通吉負責處理政務。在這段時期的河野氏急速衰退，並苦於對付與大友氏和土佐一條氏、長宗我部氏內通的大野直之的叛亂，不過因為得到毛利氏的援軍，仍能保持獨立。
雖然年輕，不過因為人德良好，留下許多美談。持續反亂的大野直之在降伏後，亦忠心臣從。在豐臣秀吉開始四國征伐後，河野氏在湯築城內堅守，不過在小早川隆景的勸告下，於約1個月後，向小早川軍降伏。此時，為城內45個小童請求饒命，親自站在最前並謁見隆景。這個逸話的始末被刻在湯築城跡的石碑上。

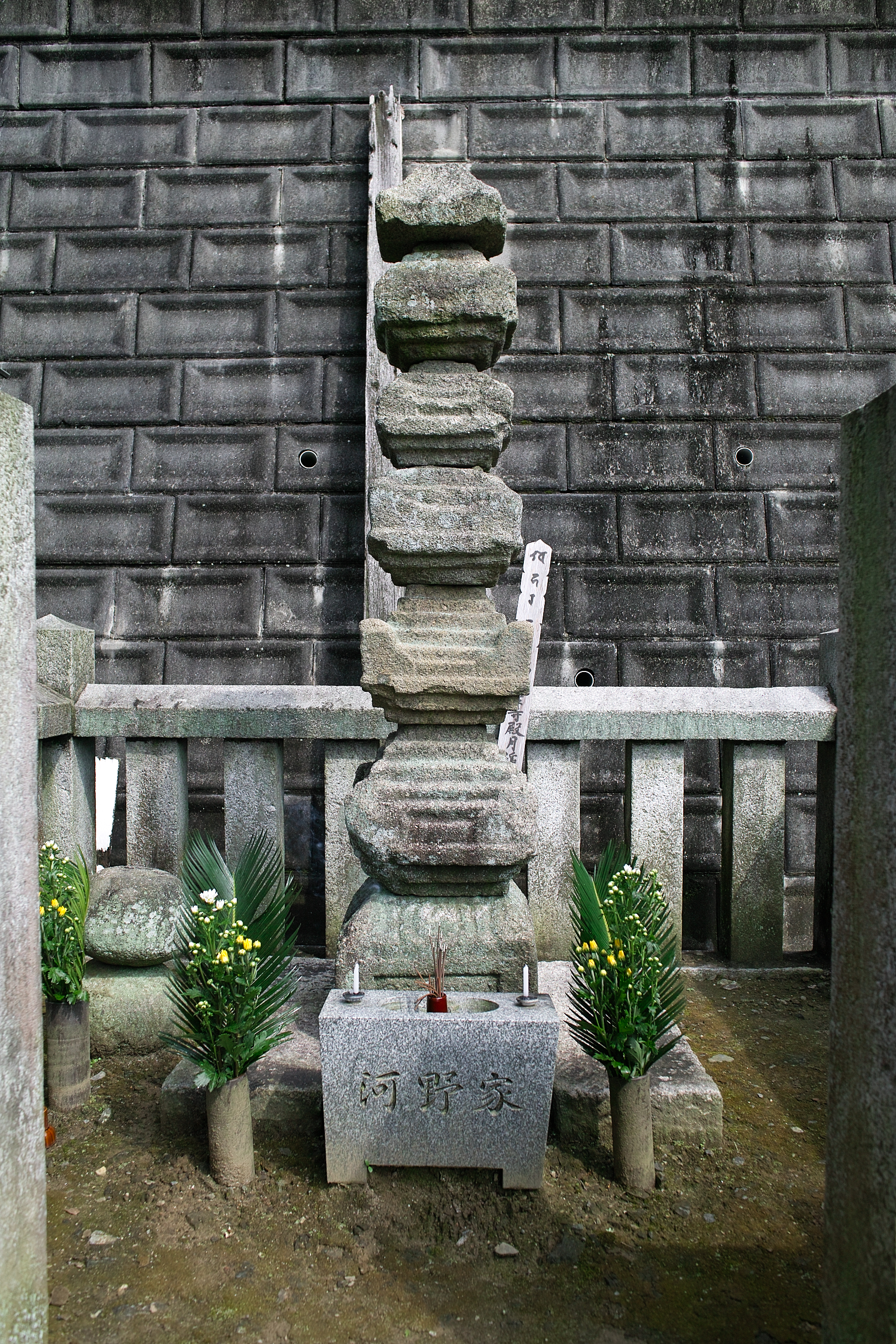
河野通直供養塔

此後，所領被沒收，因此作為伊予國大名的河野氏滅亡。天正15年7月14日（1587年8月17日），在隆景的本據地竹原病死（隆景弔慰通直的墓現今仍然在竹原）。養子通軌（宍戶元秀的兒子）成為繼承人。

## 異說
出身
舊說以河野通吉為父親，不過因為已經確認實母是宍戶隆家的女兒，所以有說法指是村上通康的兒子，後來實母再嫁予先代當主河野通宣，於是通直得以成為河野家的正當後繼者。根據這個説法，通直就與毛利元就有血緣關係。如果有血緣關係，則四國征伐以前開始，通直政權就在毛利氏、小早川氏的強大影響力下，得以獨立，亦能在史料中得到確認。
死因
因為向來都體弱，所以被認為是普通病死。不過根據『予陽河野家譜』記載，7月9日，退至伊予後，前往有馬溫泉和高野山後，進入竹原，而死去日期是在離開伊予6日後的15日（一說是14日）。以當時的交通手段，不可能在6日內經由有馬溫泉和高野山前往竹原，正在生病的話更是不可能。而且小早川隆景因為得到移封至九州的命令而前往新領國，所以不曾居於竹原，以所領被沒收而蟄居的大名而言，竹原應是不適切的地方。西尾和美指出，在這段時期（7月上旬），豐臣秀吉正在九州征伐的歸途上，並經過毛利、小早川的領地，而在江戶時代的文獻（『萩藩譜錄』「河野茂兵衛通恒家條」、『予陽郡鄉俚諺集』、『越智稻葉氏系圖』）中，亦採取被殺害的説法，河野通直被豐臣秀吉和毛利輝元引離後見人小早川隆景，並得到提示而自殺。另外，同一時期，宇和郡的西園寺公廣亦被新領主戶田勝隆殺死，因此為了掃除伊予的舊體制，豐臣政權決定殺死舊領主。

## 外部連結
- 武家家伝＿河野氏 （页面存档备份，存于）